# Sîtne, Radîvîliv
Sîtne (în ucraineană Ситне) este localitatea de reședință a comunei Sîtne din raionul Radîvîliv, regiunea Rivne, Ucraina.

## Demografie
Componența lingvistică a localității Sîtne
     Ucraineană (99,26%)
     Alte limbi (0,74%)
Conform recensământului din 2001, majoritatea populației localității Sîtne era vorbitoare de ucraineană (99,26%), existând în minoritate și vorbitori de alte limbi.